# Пейетт, Жюли
Жюли́ Пейе́тт (фр. Julie Payette, англ. Julia Payette; род. 20 октября 1963, Монреаль, Квебек) — канадский политик, инженер, астронавт Канадского космического агентства и государственный деятель. 29-й генерал-губернатор Канады с 2 октября 2017 по 22 января 2021 года.

## Образование, работа
После окончания средней школы в Монреале продолжила обучение в Великобритании, где в 1982 году получила степень бакалавра в Атлантическом международном колледже (Южный Уэльс). Вернувшись в Канаду, поступила в Университет Макгилла в Монреале, который окончила в 1986 году, получив степень бакалавра по электротехнике.
В 1986—1988 годах работала инженером в компании IBM Canada, затем два года — в Университете Торонто по проекту создания компьютеров высокой производительности, получив там же в 1990 году степень магистра прикладных наук.
В 1991 году работала в исследовательской лаборатории IBM в Цюрихе (Швейцария), в 1992 году — инженером в компании Bell-Northern Nortel Research (Монреаль) в группе распознавания речи.

## Космическая подготовка
В январе 1992 года Канадское космическое агентство начало свой второй отбор в отряд астронавтов. Предполагалось, что астронавты этого набора будут участвовать в длительных полётах на американской орбитальной станции «Фридом». Жюли Пейетт подала своё заявление среди более чем 5000 претендентов и, пройдя несколько этапов, 8 июня 1992 года вместе с ещё тремя кандидатами была зачислена в отряд ККА. После этого она прошла начальную общекосмическую подготовку в Канаде, в том числе провела около 120 часов в искусственной невесомости (параболические полёты).
В 1993 году участвовала в отработке взаимодействия «человек — компьютер» в отделе канадских астронавтов. С 1993 по 1996 год работала техническим специалистом в международной исследовательской группе при НАТО.
В феврале 1994 года принимала участие (совместно с Давидом Уильямсом, Майклом Маккеем и Робертом Тёрксом) в семидневном эксперименте по имитации космического полета (Canadian Astronaut Program Space Unit Life Simulation, CAPSULS) в Торонто. Эксперимент заключался в помещении условного экипажа из 4 человек в изолированную герметичную камеру, выполняющую функцию космической станции.
В феврале 1996 года Жюли Пейетт получила допуск к полётам на военном реактивном самолёте Canadair CT-114 Tutor на базе ВВС Канады Мус-Джо (провинция Саскачеван) и получила звание капитана ВВС Канады. С 1997 года участвовала в программе полётов учебной эскадрильи. Общий налёт составил более 800 часов, из которых около 450 — на реактивных самолётах. В апреле 1996 года участвовала в программе глубоководных погружений в жёстком скафандре в Ванкувере, после чего получила лицензию оператора-глубоководника.
В августе 1996 года Ж. Пейетт приступила к тренировкам в центре имени Джонсона вместе с астронавтами 16-го набора НАСА. По завершении подготовки в апреле 1998 года Пейетт была присвоена квалификация специалиста полёта, и она получила назначение в отдел астронавтов НАСА. В августе 1998 года получила назначение в экипаж STS-96.

## Полёт на «Дискавери»
Свой первый полёт в космос 35-летняя Жюли Пейетт совершила 27 мая — 6 июня 1999 года на борту шаттла «Дискавери» (STS-96) в качестве специалиста полёта.
Основной задачей этого полёта, второго по программе сборки МКС, была доставка материалов и оборудования на пока ещё необитаемый орбитальный комплекс. При этом использовался установленный в грузовом отсеке «Дискавери» двойной грузовой модуль «Спейсхэб». В ходе полёта Пейетт ассистировала Тамаре Джерниган и Дэниелу Барри во время их выхода в открытый космос, кроме того, совместно с Валерием Токаревым занималась ремонтом устройства подзарядки аккумуляторных батарей модуля «Заря». Жюли Пейетт стала первым канадским астронавтом, побывавшим на МКС.
Длительность полёта составила 9 суток 19 ч 13 мин 1 с.
С сентября 2000 года занимает пост старшего астронавта канадского космического агентства. Работала офицером связи и членом группы обеспечения тренировок экипажей в России и Европе. С 26 июля по 8 августа 2005 года работала оператором связи с экипажем (Capcom) во время первой после возобновления полётов миссии шаттла «Дискавери» STS-114.

## Полёт на «Индеворе»
Второй полёт Жюли Пейетт состоялся через десять лет после первого старта, 15—31 июля 2009 года, на космическом корабле STS-127. Это был уже двадцать третий полёт шаттла на МКС. Одной из главных задач миссии была достройка японского экспериментального модуля «Кибо». Для этого на станцию были доставлены внешняя экспериментальная платформа модуля JEM EF и внешняя негерметичная секция ELM ES. В полёте впервые участвовало два канадских астронавта (Пейетт, бортинженер шаттла, и Роберт Тёрск, бортинженер основной экспедиции МКС-20). Также в ходе совместного полёта МКС и «Индевора» был установлен рекорд по количеству людей, одновременно находящихся в орбитальном комплексе: 13 человек (семеро представителей США, по двое — России и Канады, по одному — Бельгии и Японии).
Продолжительность второго полёта Пейетт составила 15 суток 16 ч 44 мин 57 с.
Статистика
| # | Стартовый корабль | Старт, UTC        | Экспедиция      | Корабль посадки  | Посадка, UTC      | Налёт                       | Выходы в открытый космос | Время в открытом космосе |
| - | ----------------- | ----------------- | --------------- | ---------------- | ----------------- | --------------------------- | ------------------------ | ------------------------ |
| 1 | Дискавери STS-96  | 27.05.1999, 10:49 | STS-96, МКС     | Дискавери STS-96 | 06.06.1999, 06:02 | 09 суток 19 часов 13 минут  | 0                        | 0                        |
| 2 | Индевор STS-127   | 15.07.2009, 22:03 | STS-127, МКС-20 | Индевор STS-127  | 31.07.2009, 14:48 | 15 суток 16 часов 44 минуты | 0                        | 0                        |
|   |                   |                   |                 |                  |                   | 25 суток 11 часов 58 минут  | 0                        | 0                        |

## Политическая карьера
В июле 2017 года королева назначила Жюли Пейетт генерал-губернатором.
В июле 2020 года Тайный совет Королевы для Канады начал расследование в отношении Пейетт после сообщений об оскорблении ею сотрудников своего офиса. В анонимных сообщениях, опубликованных в местных СМИ, утверждалось, что Пейетт создала в офисе «атмосферу токсичности», словесно оскорбляя сотрудников, некоторых она доводила до слез, некоторые в результате уволились. 20 января 2021 года расследование было завершено. 
21 января 2021 года Пейетт объявила о своей отставке. В тот же день премьер-министр Джастин Трюдо принял отставку. Временно исполняющим обязанности стал глава Верховного суда Ришар Вагнер.

## Награды
- Медаль НАСА «За космический полёт» (1999)
- Кавалер Ордена Плеяды Франкофонии (2001)
- Рыцарь Национального Ордена Квебека (2002)
- Медаль НАСА «За космический полёт» (2009)
- Канадская золотая медаль инженеров (2010)
- Медаль НАСА «За исключительные заслуги» (2010)
- Офицер Ордена Канады (2010)

## Личная жизнь
Увлекается бегом, лыжами, подводным плаванием. Играет на пианино и флейте, поёт. Имеет лицензию частного пилота. Была замужем за лётчиком Уильямом Флинном (William “Billie” Flynn). Мать-одиночка, имеет двух сыновей — Бретта (Brett) и Лорье (Laurier Payette Flynn, род. 2003).